# Club deportivo
Un club deportivo, club de deportes o club atlético es un club dedicado a la práctica del deporte. Algunos clubes poseen equipos que compiten en torneos oficiales, en tanto que otros clubes se limitan a actividades lúdicas. 
La mayoría de los clubes deportivos centran su actividad en un deporte o en unas disciplinas deportivas específicas, y reciben denominaciones propias de esas especialidades, como club de fútbol, club náutico o club de campo. No obstante, existen clubes que se han destacado en diversas competencias y se denominan clubes multideportivos o polideportivos cuando se practican múltiples deportes.
En el deporte profesional, algunos equipos son empresas con fines de lucro, como las SAD.